# Milan Dvorščík
Milan Dvorščík (Považská Bystrica, Regió de Trenčín, 7 de març de 1970) és un ciclista eslovac, que fou professional de 1998 a 1999. De la seva carrera destaca la victòria a la Volta a Iugoslàvia del 1999. També va guanyar una medalla de plata al Campionat del món en ruta amateur de 1994.
Va participar en dos Jocs Olímpics.

## Palmarès
- 1987
  - 1r al Tour al País de Vaud i vencedor d'una etapa
- 1988
  - Vencedor d'una etapa al Tour al País de Vaud
- 1999
  - 1r a la Volta a Iugoslàvia i vencedor de 2 etapes
  - Vencedor d'una etapa al Tour de Faso
- 2000
  - Vencedor d'una etapa de la Tour del Mar de la Xina Meridional